# Clemens Wientjes
Clemens Wientjes (* 8. Februar 1920; † 15. März 1998) war ein deutscher Fußballspieler, der im Jahr 1952 zwei Spiele in der deutschen Fußballnationalmannschaft bestritten hat.

## Laufbahn

### Vereine, 1930 bis 1955

#### 1. FC Nürnberg, 1941 bis 1945
Beim TuS Heidhausen, in einem südlichen Stadtteil von Essen, spielte Clemens Wientjes von der Schülermannschaft bis in die ersten Jahre des Seniorenfußballs. Im Zweiten Weltkrieg wurde er 1941 nach Nürnberg versetzt und der damalige „Club“-Trainer „Bumbes“ Schmidt überredete den Essener sofort zur Aktivität für den 1. FC Nürnberg. Der technisch versierte Aufbauspieler, er bekleidete zumeist die Rollen des Außenläufers und Halbstürmers, gewann mit Nürnberg in den Runden 1942/43 und 1943/44 jeweils die Gaumeisterschaft in Nordbayern. Beim Gewinn der Meisterschaft 1943 vor Schweinfurt 05 und der SpVgg Fürth kamen die Mannen um Routinier Willi Billmann, dem Ex-Essener Wientjes und dem Talent Max Morlock in 20 Spielen auf 40:0 Punkte bei 125:17 Toren. In der Endrunde um die deutsche Fußballmeisterschaft verlor der „Club“ aber am 2. Mai 1943 mit der Läuferreihe Billmann – Wientjes – Robert Gebhardt das Heimspiel gegen den VfR Mannheim mit 1:3 Toren. In der Endrunde 1944 gelang Nürnberg zuerst die Revanche gegen den VfR Mannheim, danach setzte man sich gegen die KSG Saarbrücken mit Mittelstürmer Herbert Binkert durch ehe man im Halbfinale am 4. Juni 1944 in Erfurt gegen den Titelverteidiger Dresdner SC mit 1:3 Toren verlor. In allen drei Endrundenspielen lief Wientjes als linker Außenläufer im Team von Trainer „Bumbes“ Schmidt auf. Im Tschammer-Pokal scheiterte Wientjes mit Nürnberg 1943 im Viertelfinale am 3. Oktober 1943 auf der Mittelläuferposition agierend an First Vienna FC – bei den Wienern spielten die zwei HSV-Spieler Richard Dörfel und Rudolf Noack – nach einer 2:3-Niederlage. Clemens Wientjes bestritt von 1941 bis 1945 für den 1. FC Nürnberg 98 Spiele. Nach Ende des Zweiten Weltkriegs führte ihn sein Weg über die Zwischenstation 1. FC Bamberg – Wientjes absolvierte am 3. November 1946 bei der 0:2-Heimniederlage gegen 1860 München ein Spiel in der Oberliga Süd 1946/47 für Bamberg – wieder nach Essen zurück. Mit dem SV Werden 08 belegte er in der Saison 1947/48 den sechsten Rang in der Landesliga Niederrhein, Gruppe 2. Die Meisterschaft gewann Rot-Weiss Essen und stieg damit in die Oberliga West auf. Wientjes hatte durch seine herausragenden Leistungen das Interesse des Aufsteigers geweckt und nahm das Angebot des „Patriarchen“ Georg Melches an und wechselte zur Runde 1948/49 nach Bergeborbeck in die Hafenstraße zu Rot-Weiss Essen.

#### Rot-Weiss Essen, 1948 bis 1955
Trainer Raymond Schwab gewann 1949 mit dem Aufsteiger im Westen sofort die Vizemeisterschaft hinter dem souveränen Titelträger Borussia Dortmund. Wientjes bestritt 22 der 24 Rundenspiele und steuerte noch sechs Tore bei. August Gottschalk erzielte mit 14 Treffern die meisten Tore der Rot-Weissen. Das Debüt in der Oberliga West feierte Wientjes am 3. Oktober 1948 als Halblinks beim 1:1-Unentschieden bei Alemannia Aachen. Essen und St. Pauli bestritten ein Qualifikationsspiel zum Einzug in die Endrunde zur deutschen Fußballmeisterschaft. Am 29. Mai 1949 setzten sich die Mannen um Walter Dzur und Karl Miller in Braunschweig mit 4:1 Toren durch. Am 18. Juni 1949 eröffnete Rot-Weiss Essen die Serie ihrer internationalen Begegnungen mit einem 2:2-Unentschieden gegen Wacker Wien. Im zweiten Jahr in der Oberliga-West, 1949/50, begann die Trainertätigkeit des Ex-Nationalspielers Karl Hohmann an der Hafenstraße und die Spieler Heinz Wewers und Bernhard Termath kamen hinzu. Dortmund wiederholte den Titelgewinn, Aufsteiger Preußen Dellbrück wurde Vizemeister und RW Essen belegte den dritten Rang. In der jetzt auf 16 Vereine aufgestockten Liga hatte Wientjes in 27 Spielen neun Tore für die Bergeborbecker erzielt und war auch am 21. Mai 1950 in Karlsruhe beim 2:2-Remis nach Verlängerung gegen die Walter-Mannschaft aus Kaiserslautern in der Endrunde im Einsatz. Als der Aufbauspieler durch Verletzungsfolgen in der Runde 1950/51 nur sieben Spiele für die Mannschaft von der Hafenstraße bestreiten konnte, kam Rot-Weiss mit 30:30 Zählern lediglich auf den sechsten Tabellenplatz. Im vierten Oberliga-Jahr, 1951/52, holten die Schützlinge von Trainer Hohmann mit fünf Punkten Vorsprung gegenüber Schalke 04 aber den Meistertitel im Westen. Wientjes gehörte mit 24 Einsätzen wieder der Stammelf an, die mit der torgefährlichen Flügelzange Helmut Rahn und Bernhard Termath – beide Außenstürmer erzielten je 20 Treffer – jetzt auch in der Offensive bestens besetzt war. In der Endrunde verdarben aber zwei Niederlagen gegen Osnabrück und Tennis Borussia Berlin den Einzug in das Finale. Der VfB Stuttgart setzte sich in der Gruppe II durch und gewann mit einem 3:2-Erfolg gegen den 1. FC Saarbrücken die deutsche Meisterschaft. Wientjes hatte als linker Außenläufer in fünf Partien in der Endrunde mitgewirkt. Der Titelverteidiger belegte 1953 im Westen den dritten Rang hinter Dortmund und dem 1. FC Köln. Wientjes kam auf 22 Oberligaeinsätze. Zum sportlichen Höhepunkt wurde aber die erstmalige Austragung des DFB-Pokals nach dem Zweiten Weltkrieg. Nach Erfolgen über Jahn Regensburg, VfL Osnabrück, Hamburger SV und den SV Waldhof Mannheim zog Essen in das Finale am 1. Mai 1953 in Düsseldorf gegen Alemannia Aachen ein. Mit einem 2:1-Erfolg gelang die Revanche für die 1:4-Niederlage am 6. April 1953 am Tivoli, wo Josef „Jupp“ Schmidt mit drei Treffern fast alleine Rot-Weiss bezwungen hatte.
Der Pokalsieger RW Essen spielte in der Läuferreihe mit Paul Jahnel, Heinz Wewers und Clemens Wientjes. In der Weltmeisterschaftssaison 1954, kämpften im Westen ein Trio mit dem 1. FC Köln, Schalke 04 und RW Essen um den Titel. Köln holte die Meisterschaft mit einem Punkt Vorsprung vor Essen und zwei Zählern vor Schalke 04. Wientjes – am 8. Februar 1954 hatte er seinen 34. Geburtstag gefeiert – hatte bei der Erringung der Vizemeisterschaft 27 Spiele bestritten. Durch die terminlichen Zwänge des Turnieres in der Schweiz war der Vizemeister aus dem Westen 1954 nicht für die Endrundenspiele um die deutsche Meisterschaft qualifiziert. Georg Melches entschädigte sein Team aber durch eine neunwöchige Amerikareise, die sie nach Argentinien, Uruguay, Bolivien, Peru, Ecuador, Kolumbien und in die USA führte und wobei insgesamt 16 Spiele ausgetragen wurden – Start am 23. April 1954 und Rückkehr am 22. Juni in Düsseldorf-Lohausen –, die weit mehr an Eindrücken und Erlebnissen brachte, wie es durch die Spiele in der Endrunde hätte geschehen können.
Mit den vier Rundenspielen gegen den SV Sodingen, Aachen, 1. FC Köln und Borussia Mönchengladbach – 5. September bis 3. Oktober 1954 – verabschiedete sich Clemens Wientjes in der Serie 1954/55 nach insgesamt 140 Ligaspielen mit 18 Toren aus der Vertragsligamannschaft von Rot-Weiss Essen. In der Endrunde 1955 – die Mannschaft von Trainer Fritz Szepan gewann mit einem 4:3-Sieg gegen den 1. FC Kaiserslautern die deutsche Meisterschaft – kam er nicht mehr zum Einsatz.
Von 1955 bis 1958 ließ er im Amateurlager beim SV Byfang seine Spielerkarriere ausklingen.

### Auswahlspiele, 1948 bis 1952
Beim Repräsentativspiel der Regionalauswahlmannschaften Süddeutschland gegen eine Nordwestkombination am 19. Mai 1948 in Frankfurt kam Wientjes als Halbrechts an der Seite von Mittelstürmer August Gottschalk vor 50.000 Zuschauern bei Nord-West zum Einsatz. Im Jahr darauf spielte er in der Westauswahl beim Spiel gegen Norddeutschland in Bremen. Sepp Herberger lud den Aufbauspieler auch zum ersten Nachkriegslehrgang zur Bildung der Fußballnationalmannschaft vom 14. bis 19. November 1949 nach Duisburg ein. Für das Länderspiel am 23. Dezember 1951 in Essen gegen Luxemburg gehörte er dem Aufgebot an, fiel dann aber wegen Verletzung aus. Als der Bundestrainer am 20. April 1952 im erneuten Länderspiel gegen das Großherzogtum die Stürmer der neuzusammengestellten Amateurnationalmannschaft – Georg Stollenwerk, Hans Zeitler, Willi Schröder, Kurt Ehrmann – einem internationalen Test unterziehen wollte, debütierte auch der 32-jährige Essener in der A-Nationalmannschaft. Mit Jupp Posipal und Erich Schanko bildete er beim 3:0-Erfolg die spieltragende Läuferreihe. Mit seinem zweiten Einsatz am 5. Oktober 1952 in Paris gegen Frankreich – er bildete mit seinem Vereinskollegen Helmut Rahn den rechten Flügel und auf Linksaußen stürmte Bernhard Termath – verabschiedete sich Wientjes aus der Nationalmannschaft.

## Nach der Spielerkarriere
Der gelernte Klempner verbrachte seinen Lebensabend in Wiesbaden.